# Законодательное собрание Франции (1791—1792)
Законодательное собрание (фр. Assemblée nationale législative) — представительное учреждение с законодательной властью, установленное во Франции Конституцией 1791 года. Этому собранию, составлявшему единственную палату и заключавшему в себе 745 членов, выбранных на два года, конституция давала право издавать законы (с отсрочивающим вето короля), вотировать налоги, определять количество сухопутных и морских сил, объявлять войну, ратифицировать мирные и коммерческие трактаты и возбуждать перед верховным судом преследование против министров, которые сами не могли быть членами законодательного собрания. Вся история законодательного собрания есть история его борьбы с Людовиком XVI. Законодательное собрание просуществовало почти год (с 1 октября 1791 года по 21 сентября 1792 года) и уступило своё место Национальному конвенту.